# Crassula mesembrianthemopsis
Crassula mesembrianthemopsis là một loài thực vật có hoa trong họ Crassulaceae. Loài này được Dinter miêu tả khoa học đầu tiên năm 1923.